# Muchacha leyendo una carta
Muchacha leyendo una carta (del holandés: Brieflezend meisje bij het venster) es una pintura del maestro holandés Johannes Vermeer. Se encuentra en la Gemäldegalerie Alte Meister de Dresde. Se trata de una pintura al óleo sobre lienzo con unas dimensiones de 83 cm de alto por 64.5 cm de ancho.
Como casi toda la obra de Vermeer la datación de este cuadro sólo puede ser aproximativa. No obstante, el estudio de la técnica empleada así como diversa documentación conservada permite señalar la fecha de 1657 como la de probable ejecución.

## Descripción del cuadro
El cuadro nos muestra la esquina de una habitación, con la presencia de una mujer, leyendo una carta frente a una ventana abierta. A pesar de que la protagonista está mostrada de perfil, es posible contemplar su rostro gracias al reflejo de los cristales de la ventana. La figura ocupa poco espacio en comparación con el tamaño total del lienzo. En primer plano destaca la habitual mesa cubierta por una alfombra, y sobre la que descansa un plato con frutas. Esta alfombra y este plato con frutas son los mismos que se pueden contemplar en otras obras del mismo artista, como por ejemplo en Muchacha dormida. Completan el mobiliario una cortina roja sobre la ventana y una silla situada en la unión de las dos paredes visibles.
El uso de estos elementos, la silla, la mesa del primer término, son recursos bastante utilizados por Vermeer para encajar las composiciones. En un primerísimo plano destaca un cortinón verde, suspendido de una barra horizontal, y recogido en el lado derecho del cuadro. Constituye un efecto de trompe-l'oeil, frecuentemente utilizado por los pintores holandeses de la época, y que dota al cuadro, como en esta ocasión, de un cierto aspecto de "escenario teatral". La protagonista lee absorta una carta, ocupando el centro de la composición. Viste un vestido verde amarillento y negro.

### Cupido oculto

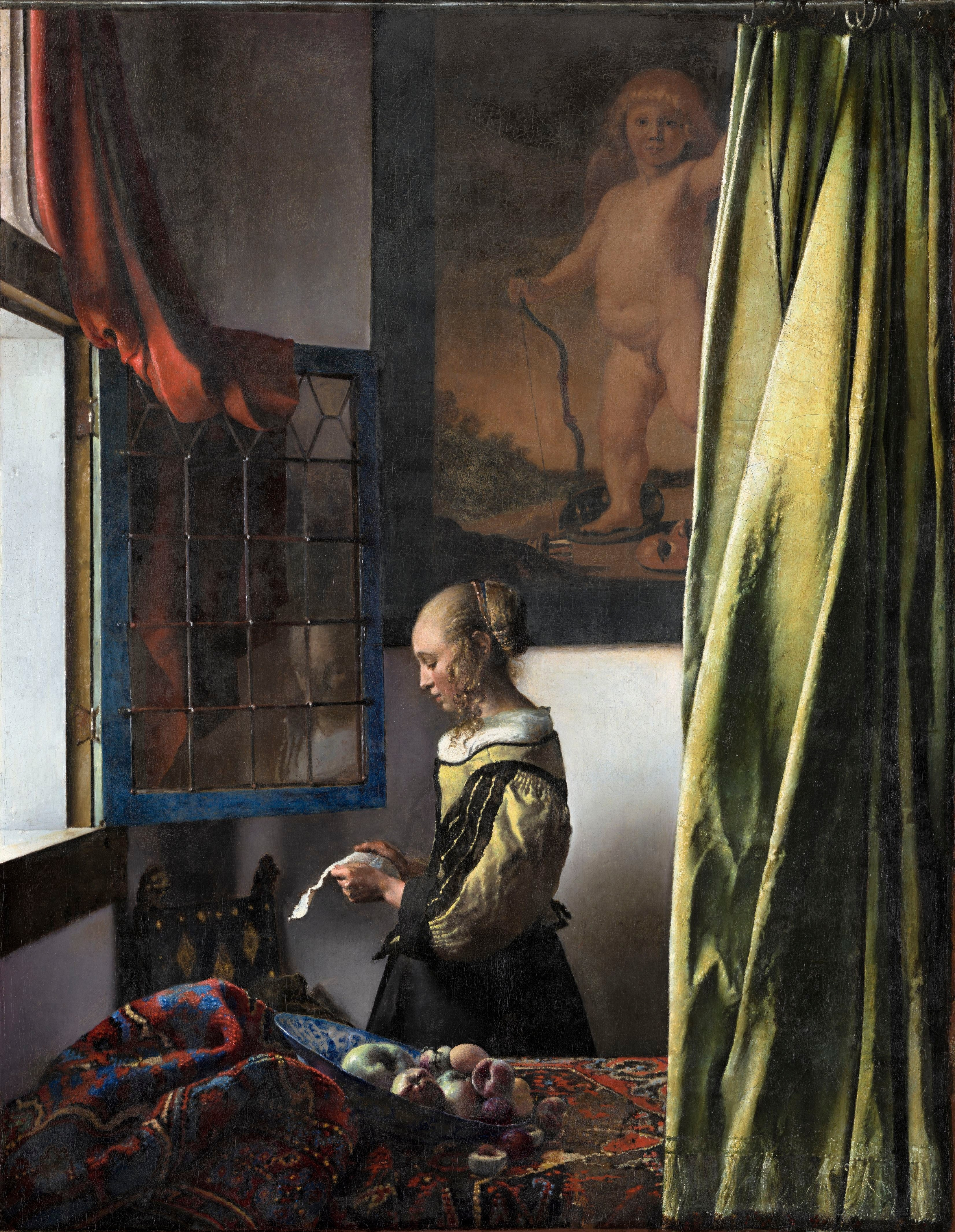
Joven leyendo una carta, Cupido restaurado en versión original del autor.

Exámenes de rayos X hechos años atrás dieron indicios de que el ángulo superior derecho de la obra escondía un Cupido desnudo. Ahora las nuevas pruebas de laboratorio demuestran, sin lugar a dudas, que el blanqueo que ocultaba la figura no era de la autoría de Vermeer, ya que se demostró que fue añadida tiempo después de su muerte. Por dicho motivo, la Gemäldegalerie Alte Meister decidió, en el curso de la restauración actual de la pintura, eliminar la capa de sobrepintado. La obra se verá de nuevo así como salió del estudio del artista.

## Técnica
Vermeer utiliza una pincelada densa en las luces, con bastante impasto, y pintura más diluida en las sombras; siguiendo el ejemplo de Rembrandt. Ciertos "arrepentimientos" visibles en diversos lugares del cuadro, como por ejemplo en el perfil derecho de la falda de la protagonista, atestiguan que Vermeer varió la composición durante el desarrollo de la pintura. Magistral es el uso de la luz, que ilumina la figura femenina y crece el espacio en el que se encuentra. Las variaciones luminosas en el marco de la ventana, en la pared, y sobre todo en el rostro y manos protagonizan la composición.

## Historia
El cuadro fue adquirido en 1724 por Augusto III, príncipe elector de Sajonia, junto con un conjunto de obras, en París. El vendedor atribuyó el cuadro a Rembrandt. En una venta posterior, celebrada en 1783, se atribuyó a Govaert Flinck. El nombre de  "Van der Meer des de Delft" se relaciona por primera vez con el cuadro en 1806, volviendo la atribución a Flinck en 1817. Entre los años 1826 y 1860, el cuadro se atribuye a  Pieter de Hooch. No es hasta 1862 en que el lienzo se identifica de manera permanente con Vermeer.
Tras la Segunda Guerra Mundial el cuadro es trasladado a la URSS, como botín de guerra, permaneciendo allí hasta 1955. Desde el año siguiente se conserva en la Gemäldegalerie Alte Meister de Dresde.
Durante más de doscientos cincuenta años, el famoso cuadro de Johannes Vermeer ha ocupado un lugar firme entre las principales obras de la Gemäldegalerie de Dresde.